# El martillo de Thor
El martillo de Thor es la segunda novela de la trilogía Magnus Chase y los dioses de Asgard, escrita por el autor americano Rick Riordan. Es una novela de fantasía juvenil basada en la mitología nórdica. Seis semanas después de detener a Fenrir, Magnus Chase debe recuperar el martillo perdido de Thor antes de que los gigantes invadan la Tierra e impedir el plan de Loki, que consiste en liberarse de su encierro.

## Argumento
Samirah al-Abbas se reúne con Magnus Chase en una cafetería después de no haberlo visto durante 6 semanas, pero se va volando después de decirle que recibió un mensaje de una posible muerte heroica y que Magnus debe quedarse a esperar a un informante. Este informante resulta ser Otis, una de las dos cabras del dios Thor. Antes de ser asesinada por un asesino misterioso, Otis le dice a Magnus que el martillo de Thor, que Magnus descubrió que había desaparecido cuando conoció a Thor en Jotunheim, todavía está perdido y que podría estar en Provincetown. Sam regresa en breve y explica que los jotun están empezando a sospechar que Thor no tiene su arma, y como resultado están planeando una invasión de Midgard. Siguiendo el consejo de Otis, Sam y Magnus deciden visitar un túmulo Nórdico en Provincetown. Magnus regresa al Hotel Valhalla para descansar y prepararse, donde conoce a Alex Fierro, un einherji nuevo que Sam fue antes a reclutar. Alex es un hijo de Loki transformista y de género fluido.
Mientras está en Valhalla, Magnus también tiene varias visiones de sueños, de las cuales se entera de que Loki ha estado manipulando a su tío Randolph Chase. Loki también le cuenta a Magnus acerca de una boda que tendrá lugar en cinco días, explicándole que tendrá que traer a la novia (Samirah, casándose con un gigante llamado Thrym) y la dote de la novia, pero no lo que conlleva esta "dote". Magnus, Sam y sus amigos Blitzen y Hearthstone viajan al barrio de Provincetown, pero no descubren el martillo de Thor sino la Espada Skofnung. Loki aparece e informa al cuarteto que la Espada y su Piedra de Afilar correspondiente serán la dote de Sam. Son reacios a ayudar a Loki, por lo que le ordena a Randolph Chase que hiera a Blitzen con la Espada. Dado que las heridas causadas por la Espada solo pueden curarse con su Piedra, los cuatro se ven obligados a buscar la Piedra de Afilar. Hearth afirma saber dónde está guardada la Piedra, por lo que Magnus petrifica a Blitz (exponiendo al enano a la luz del sol) para ganar tiempo y él y Hearth lo llevan a Alfheim.
En Alfheim, Magnus descubre que la Piedra está en posesión del padre de Hearth, Alderman. Alderman insiste en que Hearth reembolse una deuda (un wergild) que le debe a su padre antes de que Alderman les dé la Piedra. Magnus y Hearthstone rastrean a un enano llamado Andvari y lo obligan a darles su tesoro (incluido un anillo muy valioso, pero maldito), que usan para reembolsar la deuda de Hearth. Ya con la Piedra, despetrifican a Blitzen y le curan. Después de escapar de Alderman, quien ha sido enloquecido por el anillo maldito, el trío regresa a Midgard. Magnus se encuentra con Alex Fierro, Sam y su prometido Amir Fadlan. Este grupo visita al dios Heimdall que los ayuda a encontrar al asesino de cabras de antes, el gigante Utgard-Loki. Al volver a unirse a Blitz y Hearth y dejar a Amir atrás, el grupo de misión de Magnus viaja hasta Utgard-Loki; después de completar algunas tareas para demostrar su valía, el rey gigante les dice que Thrym tiene el martillo de Thor (para ser entregado a la novia como parte del ritual nupcial tradicional nórdico) y les ayuda a localizarlo. Para recuperar el martillo y detener la invasión de los gigantes de Midgard, el grupo de misión debe continuar con la boda y permitir que Loki ponga sus manos en la Espada Skofnung.
En este momento, la diosa Sif llega y transporta a los mortales a Asgard. Ellos le explican la situación al esposo de Sif, Thor, quien accede a ayudarlos a engañar a Thrym y recuperar el martillo. Como Samirah ya está comprometida, Alex se ofrece voluntariamente para actuar como la novia, porque en ese momento ella es la hija de Loki. El grupo viaja a la cueva donde Loki está atado. Aunque encuentran el martillo con éxito, Loki obliga a Randolph a usar la Espada Skofnung para cortar sus ataduras. Blitzen, Hearthstone, los compañeros de piso de Magnus, Thor y otros dioses llegan y derrotan a los gigantes, pero Loki y Randolph escapan. Los mortales y einherjar regresan al Hotel Valhalla y Helgi les dice que su próxima misión será encontrar e intentar recuperar a Loki. Como Loki fue a buscar el Naglfar, un bote, Magnus contacta con su prima Annabeth para pedirle la ayuda de su novio (Percy Jackson, hijo del dios griego del océano).